# Göteborška mestna hiša
Mestna hiša v Göteborgu je kompleks stavb, ki stojijo na Stora Hamnkanalen in Gustaf Adolfs torgu. Sestavljena je iz starejšega dela, ki je bil dokončan leta 1672 in ga je zasnoval Nicodemus Tessin in novejšega dela, dokončanega leta 1936, ki ga je zasnoval arhitekt Gunnar Asplund.
Mestna hiša je bila prej dom mestnega sveta Göteborga, kasneje mestnega sodišča v Göteborgu in nato delov okrožnega sodišča v Göteborgu. 15. februarja 2010 je bilo okrožno sodišče preseljeno v sodni center v Göteborgu na naslovu Ullevigatan 15, kar je pomenilo, da je stavba stala prazna, dokler je leta 2012 niso obnovili in ponovno zgradili v mestno hišo v Göteborgu. 13. aprila 2014 je stavbo ponovno odprla predsednica mestnega sveta Anneli Hultén (S). Od takrat v njej domujeta tako občinska uprava kot tudi pisarne mestne uprave. Tukaj ima svoja delovna mesta skoraj 100 ljudi.
Hiša je od 24. oktobra 1968 oziroma 25. oktobra 1982 zaščitena stavba. V lasti je občine Göteborg, upravlja pa jo Higab.

## Zgodovina

### Najstarejše mestne hiše
Prva mestna hiša, preprosta lesena stavba, stara mestna hiša v Nya Lödöse, je bila prestavljena v jugovzhodni vogal takratne Stora Torget in obnovljena za 554 riksdalerjev. Razlog za selitev mestne hiše je bil, da bi privilegiji in pravosodje v Nya Nylöse prenehali veljati, začeli bi veljati göteborški, zato je mesto potrebovalo mestno hišo, čeprav začasno. Kasnejši göteborški župan Jacob van Dijck je bil 28. septembra 1621 pooblaščen, da se mestna hiša v Nylöse preseli v Göteborg. Upodobljena je kot dvonadstropna lesena stavba z visoko koničasto streho in na vrhu majhnega stolpa s hruškastim grbom in križem na vrhu. Hiša je bila že leta 1624 prestavljena na mesto zunaj mestnih vrat (kasneje Kungsporten) kot trošarina.
Nasledila jo je nova lesena mestna hiša s stolpom, zgrajena v letih 1622–1624 in stojala na jugovzhodnem delu trga. Hiša je bila zgrajena iz lesa in krita s strešniki, imela je vsaj 16 oken in je bila okrašena s petimi laternami. Mestni mojster in odgovoren za gradnjo je bil Jan Jakobssen, ki je bil najet novembra 1621. Za notranjo dekoracijo so bili odgovorni tesar Samuel Dörigk, Nemec Paul Wezelius in Jacob de Boos. Okna je vgradil steklar Mauritz Kock. Ambrosius Zimmerman je leta 1638 mestni hiši dostavil lončene peči. Leta 1648 sta bila kupljena ura in zvon, leta 1664 pa velika medeninasta laterna. Severin "konterfejare" je leta 1658 za plačilo 24 riksdalerjev izdelal dva portreta Karla X. Gustava in kraljice. Leta 1661 je Nizozemec Joan Jacobsen de Haen dostavil dve sliki z upodobitvijo Adama in Eve in kot odškodnino prejel 160 dalerjev srebrnikov. Göteborški magistrat se je verjetno vselil jeseni 1624. Del hiše, ki ga je prej uporabljal magistrat v najstarejši mestni hiši, je bil nato uporabljen kot začasni prostor za čaščenje švedske kongregacije – drugi del hiše je bil mestni zapor – potem ko je bila cerkev Bräde na mestu katedrale porušena, da bi naredili prostor za prvo katedralo. Tukaj so bili shranjeni tudi mestni prihodki (1629), kot so žito, slad in moka. Karel X. Gustav Švedski je od 8. aprila do 21. maja 1658 vodil pogajanja v mestni hiši ob sklenitvi Roskildske pogodbe leta 1658. Kralj je 5. junija istega leta odšel iz Göteborga.

### Sedanja mestna hiša
V obsežnem požaru 10. maja 1669 je bila druga mestna hiša popolnoma uničena in takoj so se začeli načrti za novo mestno hišo. V desetletjih po letu 1625 so mestni računi navajali dve mestni hiši, "mestno hišo" in "staro mestno hišo". Ena je bila na tako imenovani parceli mestne hiše, torej na osrednji parceli v sedanjem 16. bloku Högvakten, severno od Gustaf Adolfs torg. Druga je bila na trgu, rahlo odmaknjenem od vogala med Stora in Östra Hamnkanalen.
Načrtovanje nove, trajnejše mestne hiše v kamnu se je začelo že sredi 1660-ih let. Sedanje zemljišče mestne hiše na jugozahodnem delu trga je mesto kupilo leta 1666. Novo hišo je zasnoval Nikodemus Tessin starejši. Po prilagoditvah so bili načrti dokončani leta 1670. Stavba sama je bila zgrajena v letih 1670–1672. Dvonadstropna stavba je imela strmo strešno kritino in ometane fasade, razdeljene s pilastri. 14. novembra 1670 so se magistrati lahko začeli sestajati v hiši. Del, obrnjen proti Stora Hamnkanalen, je bil dokončan poleti 1672.
V noči med 19. in 20. februarjem 1690 je v pisarniških prostorih v zgornjem nadstropju mestne hiše izbruhnil velik požar. Požar je bil omejen na nekaj sob v tem nadstropju, pa tudi na podstrešje in streho. Žal je bil uničen velik del mestnega arhiva. Najpomembnejši prostor v stavbi je bila Velika dvorana, ki so jo uporabljali tudi za zabave meščanstva in koncerte. Sprejela je približno 500 ljudi.
Leta 1813 je mestni arhitekt Carl Wilhelm Carlberg načrtoval prizidek k mestni hiši, a je po njegovi smrti leta 1814 njegov naslednik Jonas Hagberg dobil nove načrte za rekonstrukcijo, ki je bila izvedena v letih 1814–1817. Hagberg je nadaljeval Carlbergovo delo in tako mestni hiši dal sedanjo podobo.
Med drugim je bil stari trup stavbe vgrajen v opečnato lupino, tako da so stene lahko podpirale tretje nadstropje, fasade pa so dobile sedanjo obliko. Fasada, obrnjena proti trgu, je dobila tudi mogočen osrednji del v obliki rizalita. Stopnišče, ki vodi do treh obokanih vhodnih vrat, obdajajo povezani stebri v toskanskem slogu, ki podpirajo arhitrav, ki tvori balkon. Na balkonu se raztezajo štirje vpeti stebri v toskanskem slogu, vsi stebri so kolosalnega sloga. Ob osrednjem rizalitu je fasada razdeljena s toskanskimi pilastri. Stebri in pilastri podpirajo arhitrav, okrašen z gutami, na katerem počiva friz, razdeljen na metope in triglife. Metope so neokrašene, razen v osrednjem rizalitu, kjer so okrašene z medaljoni. Nad frizom je venec, stavbo pa krasi timpanonsko polje, ki je bilo sprva neokrašeno, a so pozno jeseni 1862 na polje postavili številčnico in tolkala, katerih ploščo je krasila kraljeva krona in jo obdajata dve ženski figuri v basreliefu, ena boginja Justitia (Pravica) s tehtnico in mečem, ki se naslanja na mestni grb, druga pa Prudentia (Modrost) z žezlom in ogledalom. Skupina je imela tudi druge atribute, kot so živosrebrna palica, ki simbolizira trgovino, rog izobilja za obilje in trizob, ki je Neptunov grb in prikazuje povezavo mesta z morjem.
Toda mesto je hitro raslo in kmalu so bile potrebne nove razširitve mestne hiše. Na severu je bilo leta 1835 dodano dvoriščno krilo, leta 1869 pa večji prizidek proti Nemški cerkvi. Nekdanji Kommendantshuset na sosednji parceli je bil predan uporabi leta 1885. Zdaj sta ostala le še sodišče mestne hiše in urad magistrata – vendar sta se mestna hiša in nekdanji Kommendantshuset še vedno izkazala za premajhna.
Leta 18856 je mestni svet imenoval odbor mestne hiše. Po 27 letih preiskav je bil leta 1912 objavljen natečaj. Pred 300. obletnico mesta (1923) je bil imenovan poseben odbor mestnega sveta, ki je prevzel Asplundov predlog za trg. Predlog je v bistvu pomenil, da bi stara mestna hiša ostala s svojo večinoma nedotaknjeno arhitekturo in da bi prizidek "spremenil svojo temo". Asplundov predlog je bil načeloma odobren šele leta 1934. 22. oktobra 1936 so podrli oder in kmalu zatem so odprli močno funkcionalistični prizidek. Pogosto se imenuje Asplundov prizidek, v notranjosti pa ga zaznamuje svetla mestna hiša s stekleno steno, obrnjeno proti dvorišču mestne hiše. Prizidek krasi reliefna serija Štirje vetrovi (1937–1941) Erica Grateja.

### Rekonstrukcija 2012–2014
Leta 2010 se je okrožno sodišče v Göteborgu preselilo iz mestne hiše, leta 2012 pa se je začela obsežna prenova in rekonstrukcija za mestno politično vodstvo. Vizija je bila večja odprtost in dostopnost. Projekt je zahteval tudi antikvarno obravnavo, na primer prostori z visoko kulturno-zgodovinsko vrednostjo in zahtevami po ohranjanju so bili prilagojeni sodobni tehnologiji, njihova kulturno-zgodovinska vrednost pa je bila v mnogih primerih poudarjena. Vendar so bile izvedene nekatere večje prenove, predvsem večjih nekdanjih sodnih dvoran, čeprav je bila ena ohranjena v prvotnem stanju.
Prenova je vključevala tudi fasade, ki so bile preometane, Asplundov prizidek pa je zdaj dobil svojo prvotno barvno shemo. Prenova je bila končana v prvem četrtletju leta 2014, ko se je vanjo vselilo mestno politično vodstvo in deli mestne uprave.
Prenova je skupno trajala 15 mesecev in stala 135 milijonov kron.